# João I de Genebra
João I de Genebra (? - †1370) foi Condes de Genebra de 1369 até 1370. Um dos dez filhos de Amadeu III de Genebra e de Matilde de Auvergne que estiveram à frente do condado, João sucedeu ao seu irmão Amadeu IV.
Não se encontra quase nenhuma informação sobre João I de Genebra que parece ter morrido ou a 23 Set. ou a 4 Nov. de 1370.
| Antecessor           | João I de Genebra (?- †1370) | Sucessor           |
| -------------------- | ---------------------------- | ------------------ |
| Amadeu IV de Genebra | Conde de Genebra 1369- 1370  | Pedro I de Genebra |